# Малонарымка
Малонарымка (каз. Кіші Нарым) — село в Улькен Нарынском районе Восточно-Казахстанской области Казахстана. Входит в состав Солоновского сельского округа. Код КАТО — 635463200.

## Население
В 1999 году население села составляло 1138 человек (540 мужчин и 598 женщин). По данным переписи 2009 года, в селе проживало 867 человек (407 мужчин и 460 женщин).